# Hemingford Grey
Hemingford Grey est une paroisse civile et un village du Cambridgeshire, en Angleterre.